# جیمز جی. مارچ
جیمز گارنر مارچ (به انگلیسی: James Gardner March) استاد دانشگاه استنفورد می‌باشد و به خاطر تحقیقاتش بر روی سازمان‌ها شناخته شده‌است.

## زندگی‌نامه
بیشتر شهرت مارچ به خاطر نظریاتی است که از ترکیب نظریه‌های روانشناسی و نظریه‌های علوم رفتاری به دست آمده‌است. او همکای‌هایی با هربرت الکساندر سیمون در ارتباط با چند تحقیق بر روی نظریه سازمان‌ها داشت. نظریه شرکت یکی دیگر از دلایل شهرت وی می‌باشد. مارچ مدرک Ph.D را از دانشگاه ییل دریافت کرد. از وی مقالات و کتاب‌های زیادی وجوددارد، همچنین وی نویسندگی دو فیلم نامه را بر عهده داشته‌است. جیمز جی. مارچ اشعاری نیز سروده‌است.